# Roche-Saint-Secret-Béconne
Roche-Saint-Secret-Béconne är en kommun i departementet Drôme i regionen Auvergne-Rhône-Alpes i sydöstra Frankrike. Kommunen ligger i kantonen Dieulefit som tillhör arrondissementet Nyons. År 2022 hade Roche-Saint-Secret-Béconne 477 invånare.

## Befolkningsutveckling
Antalet invånare i kommunen Roche-Saint-Secret-Béconne
Referens:INSEE